# Станислав Иконић-Сик
Станислав Иконић-Сик (Бијељина, 1929 — 1973) српски је карикатуриста, сликар, новински радник, илустратор.

## Карикатуриста
По завршетку Школе за примењену уметност у Новом Саду, радио у редакцији Гласа Подриња. Илустрације, актуелне карикатуре, историјске стрипове, цртеже, учинили су да Лист постане интересантинији, и у техничком погледу живљи. Стотине меморандума, плакета, диплома, заштитних знакова, попут Сикове Шабачке чивије, и многих друих ликовних решења, резултат су једанаестогодишње стварлачке активности.

## Новинар и илустратор
Цртеж Станислава Иконића-Сика имао је, почетком седме деценије, карактеристичну- модиљанијевску - организацију форми, благо деформиснаих и поетично схваћених. Касније, како се Сик дуже бавио карикатуром и стрипом, његов цртеж је све више прелазио у стилизацију изазтвану захтевима нових медија којима се професионално бавио.